# Keszthely (distrikt)
Keszthely är ett distrikt i Ungern. Det ligger i provinsen Zala, i den västra delen av landet, 160 km sydväst om huvudstaden Budapest.